# La Ville-aux-Bois-lès-Dizy
La Ville-aux-Bois-lès-Dizy – miejscowość i gmina we Francji, w regionie Hauts-de-France, w departamencie Aisne.
Według danych na styczeń 2014 roku gminę zamieszkiwały 182 osoby, a gęstość zaludnienia wynosiła 17,8 osób/km².